# Chief of War
Production
Diffusion
Chief of War est une série télévisée américaine créée par Thomas Paʻa Sibbett et Jason Momoa. Elle est diffusée sur Apple TV+ depuis le 1er août 2025. Cette fiction revient sur l'histoire de Kaʻiana, un natif hawaïen, qui s'est retourné contre Kamehameha Ier, premier roi du royaume d'Hawaï, en 1795 lors de la conquête d'Oahu.

## Synopsis
Au XVIIIe siècle, les quatre principaux royaumes de l'archipel d'Hawaï sont en guerre. Kaʻiana, un guerrier natif hawaïen, est un aliʻi (en) (« noble ») qui voyage hors des îles. De retour chez lui, il participe à une campagne sanglante, aux ordres de Kamehameha Ier, premier roi du royaume d'Hawaï, jusqu'à ce qu'il se rebelle à la dernière minute.

## Distribution

### Acteurs principaux
- Jason Momoa (VF : Xavier Fagnon) : Kaʻiana
- Luciane Buchanan (VF : Julie Turin) : Kaʻahumanu
- Te Ao o Hinepehinga : Kupuohi
- Kaina Makua (VF : Eilias Changuel) : Kamehameha Ier
- Moses Goods : Moku (en)
- Siua Ikaleʻo (VF : Günther Germain) : Nahiʻ
- Brandon Finn : le prince Kūpule (en)
- James Udom (VF : Baptiste Marc) : Tony
- Mainei Kinimaka (VF : Candice Lartigue) : Heke
- Te Kohe Tuhaka (VF : Adrien Antoine) : Namakeʻ (en)
- Siaosi Fonua : Maui
- Cliff Curtis (VF : Gilduin Tissier) : Keōua
- Benjamin Hoetjes : John Young
- Erroll Shand : le capitaine John Meares

### Invités
- Temuera Morrison : le chef Kahekili (en)

 Source et légende : version française (VF) sur RS Doublage

## Production

### Genèse et développement
Thomas Paʻa Sibbet révèle en interview que Jason Momoa et lui ont développé l'idée dès 2015. En avril 2022, il est confirmé qu'Apple TV+ a commandé une mini-série de 8 épisodes, avec Jason Momoa en tête d'affiche et comme producteur délégué. Justin Chon est ensuite annoncé comme réalisateur de deux épisodes. Jason Momoa et Thomas Paʻa Sibbet écrivent ensemble les scénarios de tous les épisodes, avec l'aide d'une entreprise spécialisée dans la langue hawaïenne. Des conseillers culturels sont par ailleurs nommés dans chaque département de production pour atteindre la plus grande authenticité possible, allant même jusqu'à construire des waʻa, des navires de guerre typiques à partir de zéro en utilisant de véritables matériaux locaux et des techniques historiques.

### Attribution des rôles
Dès octobre 2022, les noms de plusieurs acteurs sont révélés : Temuera Morrison, Luciane Buchanan, Te Ao o Hinepehinga, Kaina Makua, Moses Goods, Siua Ikaleʻo, Brandon Finn, James Udom, Mainei Kinimaka ou encore Te Hoke Tuhaka,,. Cliff Curtis rejoint à son tour la série en février 2023.

### Tournage
Le tournage débute en octobre 2022 en Nouvelle-Zélande, dont la baie des Îles qui sert de décor principal pour récréer Hawaï du XVIIIe siècle. Des scènes de bataille majeures sont filmées en décembre 2022 dans les champs de lave de Kalapana à Hawaï.

## Diffusion et accueil
La série débute avec ses deux premiers épisodes le 1er août 2025, puis de nouveaux épisodes seront diffusés chaque semaine jusqu'au 19 septembre 2025.

### Épisodes
1. The Chief of War
2. Changing Tides
3. City of Flowers
4. City of Flowers, Part II
5. The Race of the Gods
6. The Splintered Paddle
7. Day of Spilled Brains
8. The Sacred Niu Grove
9. The Black Desert